# Фінал кубка СРСР з футболу 1962
21-й фінал кубка СРСР з футболу відбувся на Центральному стадіоні в Москві 11 серпня 1962 року. У грі брали участь донецький «Шахтар» і «Знамя труда» (Орєхово-Зуєво).

## Шлях до фіналу
| «Шахтар» (Донецьк)  | «Шахтар» (Донецьк) | Етап    | «Знамя труда» (Орєхово-Зуєво) | «Знамя труда» (Орєхово-Зуєво) |
| ------------------- | ------------------ | ------- | ----------------------------- | ----------------------------- |
|                     |                    |         |                               |                               |
| Суперник            | Рахунок            | Плей-оф | Суперник                      | Рахунок                       |
|                     |                    | 1/256   | «Волга» (Калінін)             | 2-0                           |
|                     |                    | 1/128   | «Текстильник» (Іваново)       | 4-2                           |
|                     |                    | 1/64    | «Супутник» (Калуга)           | 4-0                           |
|                     |                    | 1/32    | «Спартак» (Ленінград)         | 5-0                           |
| «Зеніт» (Ленінград) | 2-1 (д)            | 1/16    | «Динамо» (Ленінград)          | 3-1 (д)                       |
| «Авангард» (Харків) | 1-0 (г)            | 1/8     | «Спартак» (Москва)            | 3-2 (д)                       |
| «Торпедо» (Москва)  | 4-1 (д)            | 1/4     | «Динамо» (Кіровобад)          | 1-0 (д)                       |
| «Динамо» (Москва)   | 2-0 (г)            | 1/2     | «Спартак» (Єреван)            | 1-0 (д)                       |

## Деталі матчу
| 11 серпня 1962 |

| «Шахтар»                | 2 – 0 | «Знамя труда» |
| ----------------------- | ----- | ------------- |
| Сапронов 5' Савельєв 6' | Звіт  |               |

| Центральний стадіон (Москва) Глядачів: 102 000 Арбітр: В. Ходін (Мінськ) |

| ШАХТАР       |                    |     |
|              |                    |     |
| ВР           | Борис Стрєлков     |     |
| ЗХ           | Микола Головко     |     |
| ЗХ           | Геннадій Снєгирьов |     |
| ЗХ           | В'ячеслав Аляб'єв  |     |
| ПЗ           | Дмитро Мізерний    |     |
| ПЗ           | Володимир Сальков  |     |
| НП           | Анатолій Родін     |     |
| НП           | Юрій Захаров       | 70' |
| НП           | Віталій Савельєв   |     |
| НП           | Володимир Сорокін  |     |
| НП           | Валентин Сапронов  |     |
| Заміни:      |                    |     |
| НП           | Олег Колосов       | 70' |
| Тренер:      |                    |     |
| Олег Ошенков |                    |     |

| ЗНАМЯ ТРУДА |                    |     |
|             |                    |     |
| ВР          | Анатолій Хом'яков  | 46' |
| ЗХ          | Василь Чавкін      |     |
| ЗХ          | Віктор Ішутін      |     |
| ЗХ          | Анатолій Хорлін    |     |
| ПЗ          | Віктор Воропаєв    |     |
| ПЗ          | Юрій Балашов       |     |
| НП          | Михайло Захаров    |     |
| НП          | В'ячеслав Леонідов |     |
| НП          | Анатолій Піменов   |     |
| НП          | Микола Шаров       | 75' |
| НП          | Євген Крилов       |     |
| Заміни:     |                    |     |
| ВР          | Вадим Никифоров    | 46' |
| НП          | Юрій Никифоров     | 75' |